# Jesús Juárez Párraga
Jesús Juárez Párraga SDB (Múrcia, 22 de julho de 1943) é prelado espanhol da Igreja Católica Romana. É membro da Sociedade de São Francisco de Sales e arcebispo emérito de Sucre, na Bolívia, que governou entre 2013 e 2020. Serviu anteriormente como bispo auxiliar da Arquidiocese de La Paz entre 1988 e 1994, e, em seguida, foi o primeiro bispo da Diocese de El Alto, onde esteve até ser elevado a arcebispo.

## Biografia

### Juventude e presbiterado
Nasceu em Alquerías, na Região de Múrcia, Espanha. Depois de cursar o primário em sua cidade natal, em 23 de setembro de 1953, ingressou no Colégio Salesiano de Cabezo de Torres, Múrcia, para o curso secundário, dando seguimento, a partir de 1955, no Aspirantado Salesiano de Campello, Alicante.
Em 16 de agosto de 1960, iniciou o noviciado na Casa Salesiana de Ibi, em Alicante, e concluiu os cursos de Filosofia e Letras em Godelleta, Valência, em 1964. Foi então destinado para Comunidade Salesiana de Pairumani, em Cochabamba, Bolívia, onde chegou em 4 de novembro, realizando um trabalho educativo em favor de adolescentes e jovens pobres e órfãos até 1968. Em seguida, foi enviado para o Estudantado Teológico de Benediktbeuern, Alemanha, onde concluiu os cursos de Teologia e Pedagogia Social em 1972. Fizera sua profissão perpétua na Sociedade de São Francisco de Sales em 3 de agosto de 1967, em Cochabamba.
Foi ordenado sacerdote em sua cidade natal pelo arcebispo de Valência, Dom Miguel Roca Cabanellas, em 16 de dezembro de 1972. Retornou então para a Bolívia e estabeleceu-se na Escola Agrícola de Muyurina, em Montero, departamento de Santa Cruz, convertendo-a num referente muito importante para o crescimento e fortalecimento da atividade agropecuária da região.
De 1977 a 1979, completou seus estudos teológicos, obtendo licenciatura em Teologia na Pontifícia Universidade Salesiana m Roma, Itália. Novamente de volta à Bolívia, foi nomeado vigário da província salesiana (1979-1985) e diretor da comunidade (1981-1987).

### Episcopado
Em 16 de abril de  1988, o Papa João Paulo II nomeou-o bispo titular de Gummi de Proconsular e auxiliar da La Paz. Recebeu a sagração episcopal na Catedral de La Paz, em 18 de junho seguinte, por imposição das mãos de Dom Santos Abril y Castelló, núncio apostólico, auxiliado por Dom Frei Luis Sáinz Hinojosa, OFM, arcebispo de La Paz, e por Dom Julio Terrazas Sandoval, CSsR, bispo de Oruro e presidente da Conferência Episcopal Boliviana. A mesma elegeu-o presidente da Comissão Episcopal de Liturgia e grão-chanceler da Universidade Católica São Paulo.
Em 1990, teve papel protagônico na solução o conflito originado pela famosa marcha dos povos indígenas "pelo território e pela dignidade", recebendo-os na localidade de Yolosa (Departamento de La Paz), facilitando os encontros entre o governo e os indígenas do leste boliviano. Incentivou a formação de organizações sociais que tiveram influência na defesa da autonomia dos povos indígenas.
Dom Jesús foi eleito secretário geral da Conferência Episcopal Boliviana em maio de 1991 e reeleito por igual período em 1994. Tornou-se membro da Comissão Litúrgica do Conselho Episcopal Latino-Americano (CELAM) e delegado da conferência boliviana junto a este organismo. No mesmo ano, o arcebispo de La Paz nomeou-o vigário-geral, confiando-lhe o cuidado pastoral das zonas norte e sul do planalto de La Paz e, a partir de novembro de 1992, da cidade de El Alto. Em 25 de junho de 1994, El Alto tornou-se uma diocese independente e Dom Jesús foi designado seu primeiro bispo. Tomou posse em 28 de agosto seguinte, ocasião em que inaugurou a Catedral de Nossa Senhora da Candelária, no distrito de Collpani.
Em maio de 2000, foi eleito vice-presidente da Conferência Episcopal Boliviana e presidente da Comissão de Comunicação Social. Trabalhou junto a Comissão de Direitos Humanos e Defensora do Povo a suspensão do bloqueio de estradas originado pelas comunidades campesinas do altiplano. Seus esforços valeram-lhe a outorga do título de Pesonalidade do Ano da parte da Prefeitura de El Alto. Findo seu mandato como vice-presidente da CEB em 2003, reassumiu a secretaria geral da mesma, por mais dois mandatos.
Durante a crise social e política de 2003, que culminou com a saída do país do ex-presidente Gonzalo Sánchez de Lozada, o trabalho pastoral de Dom Jesús foi fundamental para promover diálogo do governo com delegados da sociedade civil por meio de suas organizações sindicais, sindicais e cívicas, juntamente com a Assembleia Permanente de Direitos Humanos.
Em 2009, foi eleito vice-presidente da Comissão Episcopal da Pastoral Social Cáritas da Bolívia. Três anos mais tarde, tornou-se presidente da mesma e encarregado da Pastoral Carcerária.
Em 2 de fevereiro de 2013, o Papa Bento XVI nomeou-o arcebispo metropolita de Sucre em substituição a Dom Frei Jesús Gervasio Pérez Rodríguez, OFM. Sua posse ocorreu em 20 de março seguinte. Imposição do pálio como arcebispo das mãos do Papa Francisco em 29 de junho.
Sem perder o vínculo com sua terra natal, celebrou seus 25 anos de episcopado em Alquerías. Em 12 de setembro de 2014, recebeu o título de Filho Predileto de Múrcia.
Durante o governo do ex-presidente Evo Morales, em julho de 2018, para prevenir a tensão social no país, convocou pelo cumprimento do referendo 21F e da Constituição Política do Estado. "Tem que aceitar essa decisão sem truques", disse ele na ocasião. Este apelo foi classificado como "vergonhoso" pelo próprio Morales, que exigia que a Igreja não se envolvesse na política. Em novembro de 2018, Dom Jesús esclareceu publicamente a Gonzalo Hermosa, membro do grupo Los Kjarkas, que "o único enviado de Deus é Jesus Cristo e não o presidente Evo Morales”, como afirmou o artista. Na ocasião, o ex-governador de Chuquisaqueño, Esteban Urquizu, agrediu o sacerdote e o acusou de ser um "porta-voz oficial" da oposição.

### Emeritude
Seguindo as disposições do Código Canônico, Dom Jesús apresentou seu pedido de renúncia ao seu cargo por atingir 75 anos de idade. O Papa Francisco aceitou seu pedido em 11 de fevereiro de 2020, determinando como seu sucessor Dom Ricardo Ernesto Centellas Guzmán. Permaneceu à frente do governo aquiepiscopal, no entanto, como administrador apostólico, até junho, quando deu posse ao seu sucessor.
Em dezembro daquele ano, ao saber que o Senado argentino possibilitou o aborto legal e gratuito, o arcebispo emérito de Sucre ratificou a posição da Igreja Católica em defesa dos nascituros e exortou os legisladores bolivianos a não imitar o exemplo do país vizinho.
Em dezembro de 2022, celebrou suas bodas de ouro sacerdotais em sua terra natal.